# Psyrassa oaxacae
Psyrassa oaxacae är en skalbaggsart som beskrevs av Toledo 2002. Psyrassa oaxacae ingår i släktet Psyrassa och familjen långhorningar. Inga underarter finns listade i Catalogue of Life.